# الهیه (صحنه)
الهیه یک روستا در ایران است که در شهرستان صحنه در استان کرمانشاه واقع شده‌است. الهیه ۱٬۴۵۱ نفر جمعیت دارد.

## جمعیت
این روستا در دهستان هجر قرار دارد و براساس سرشماری مرکز آمار ایران در سال ۱۳۹۵، جمعیت آن ۱۵۴۱ نفر (۴۵۶ خانوار) بوده‌است.